# Landkreis Neuburg-Schrobenhausen

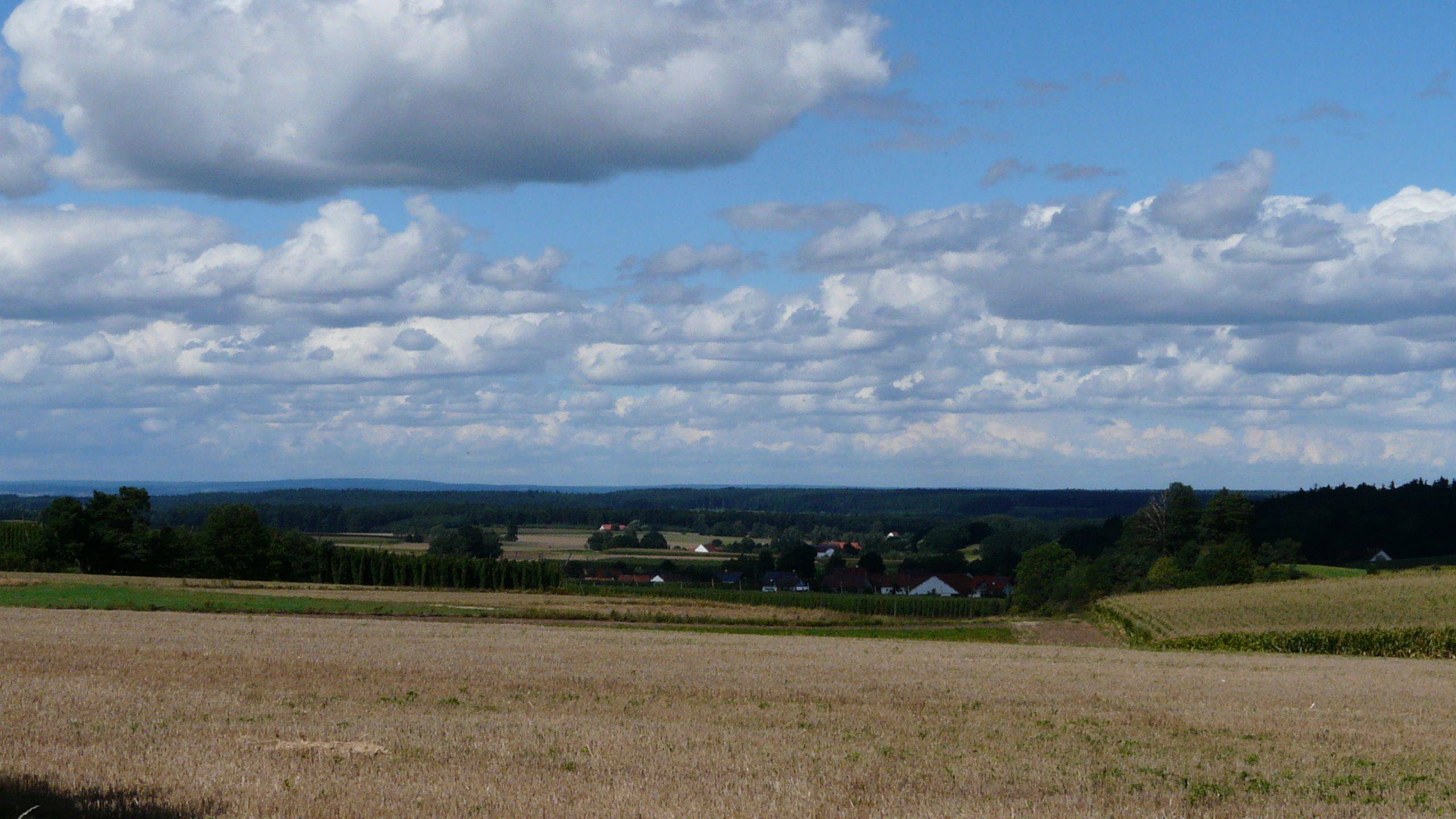
Das Paartal bei Schrobenhausen

Der Landkreis Neuburg-Schrobenhausen liegt im Nordwesten des bayerischen Regierungsbezirks Oberbayern und gehört zur Planungsregion Ingolstadt. Mittelzentren des Landkreises sind die Städte Neuburg a.d.Donau und Schrobenhausen.

## Geographie

### Lage
Der Landkreis erstreckt sich im Norden von den Ausläufern des Altmühltals und der Fränkischen Alb über die Donauniederung mit der Kreisstadt Neuburg und dem angrenzenden Donaumoos in der Mitte des Kreises, bis zum Donau-Isar-Hügelland um das Unterzentrum Schrobenhausen im Süden des Landkreises.

### Nachbarkreise
Nachbarkreise sind im Norden der Landkreis Eichstätt, im Nordosten die kreisfreie Stadt Ingolstadt, im Osten der Landkreis Pfaffenhofen an der Ilm, im Süden der Landkreis Aichach-Friedberg und im Westen der Landkreis Donau-Ries; die beiden letztgenannten Landkreise gehören zum Regierungsbezirk Schwaben.

## Geschichte

### Landgerichte
Der Landkreis umfasst das Gebiet des ehemaligen Herzogtums Neuburg-Sulzbach mit dessen Gericht Neuburg und das Gebiet um Schrobenhausen, das einst zum Herzogtum bzw. Kurfürstentum Bayern gehörte. 1803 wurden die Landgerichte Neuburg an der Donau und Schrobenhausen errichtet. Das Landgericht Neuburg gehörte ab 1808 zunächst zum Altmühlkreis, ab 1810 zum Oberdonaukreis, der ab 1838 Schwaben und Neuburg, später nur noch Schwaben hieß. Das Landgericht Schrobenhausen gehörte ab 1810 zum Isarkreis, der 1838 in Oberbayern umbenannt wurde. Die Stadt Neuburg an der Donau wurde 1809 bereits eine kreisunmittelbare Stadt. 1852 wurde die Distriktsgemeinde Neuburg gegründet.

### Bezirksämter
Am 1. Januar 1862 entstanden die Königlichen Bezirksämter Neuburg und Schrobenhausen. Dabei umfasste das Bezirksamt Neuburg das neu gebildete Stadt- und Landgericht Neuburg und das Bezirksamt Schrobenhausen das gleichnamige Landgericht. 1879/80 wurde der Bezirk Neuburg um 38 der 42 Gemeinden des Gebietes des früheren Landgerichts Rain, das seit 1862 komplett zum Bezirksamt Aichach gehörte, sowie um sieben Gemeinden des Bezirksamtes Donauwörth vergrößert. Er musste dafür aber zehn Gemeinden an das Bezirksamt Ingolstadt abgeben.

### Landkreise
Am 1. Januar 1939 wurde im Deutschen Reich die einheitliche Bezeichnung Landkreis eingeführt. So wurden aus den Bezirksämtern die Landkreise Neuburg und Schrobenhausen.
1940 wurde die Stadt Neuburg an der Donau in den Landkreis Neuburg eingegliedert, doch wurde dies 1948 wieder rückgängig gemacht.

### Landkreis Neuburg-Schrobenhausen
Im Rahmen der bayerischen Gebietsreform, die am 1. Juli 1972 in Kraft trat, wurde im Regierungsbezirk Oberbayern aus den folgenden Bestandteilen ein neuer Landkreis Neuburg a.d.Donau gebildet:
- Die Stadt Neuburg a.d.Donau, bis dahin eine kreisfreie Stadt im Regierungsbezirk Schwaben
- Der östliche Teil des schwäbischen Landkreises Neuburg a.d.Donau, bestehend aus den heutigen Gemeinden Bergheim, Burgheim, Ehekirchen, Karlshuld, Karlskron, Königsmoos, Oberhausen, Rennertshofen, Rohrenfels und Weichering
- Alle Gemeinden des oberbayerischen Landkreises Schrobenhausen mit Ausnahme der Gemeinde Grimolzhausen, die zum Landkreis Aichach-Friedberg kam sowie der Gemeinden Alberzell, Freinhausen, Gerolsbach, Hirschenhausen, Hohenwart, Klenau, Klosterberg, Koppenbach, Seibersdorf, Singenbach, Strobenried und Weichenried, die dem Landkreis Pfaffenhofen an der Ilm zugeschlagen wurden

Am 1. Mai 1973 erhielt der Landkreis seine heutige Bezeichnung Landkreis Neuburg-Schrobenhausen. Die Stadt Neuburg an der Donau verlor zwar die Kreisfreiheit, erhielt zum Ausgleich aber den Status als Große Kreisstadt, das Landratsamt und den Kreissitz. 61.000 Einwohner hatte der alte Landkreis Neuburg gezählt. Der neue Landkreis Neuburg-Schrobenhausen ging mit rund 73.000 Bewohnern und 740 Quadratkilometern Fläche aus der Gebietsreform hervor.
Am 1. Mai 1978 wechselten die Gemeinden Ammerfeld und Emskeim aus dem Landkreis Donau-Ries in den Landkreis Neuburg-Schrobenhausen und wurden in die Gemeinde Rennertshofen eingegliedert.

### Einwohnerstatistik

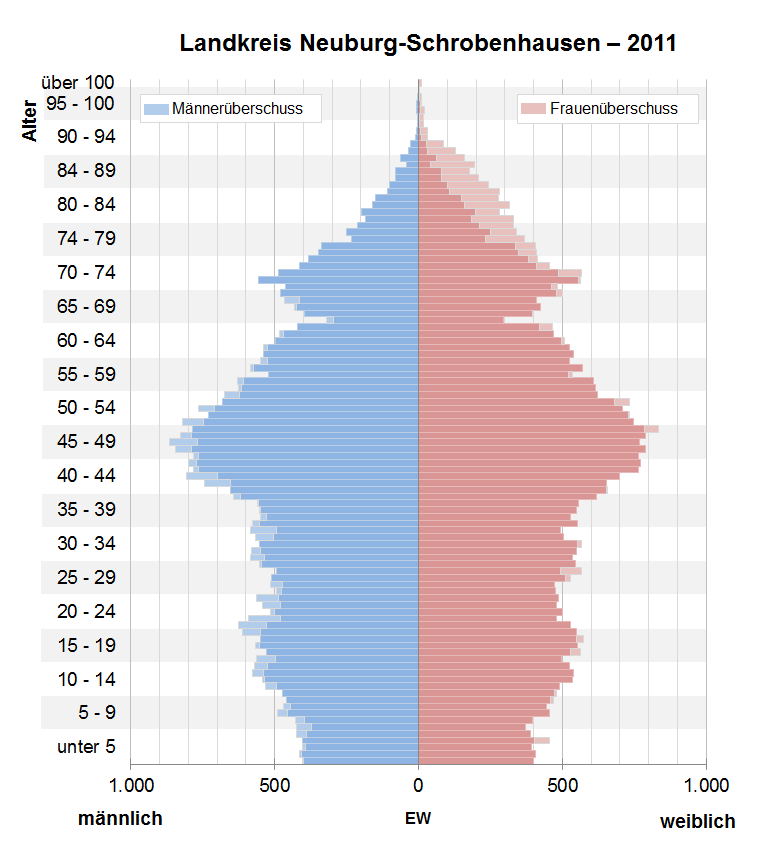
Bevölkerungspyramide für den Kreis Neuburg-Schrobenhausen (Datenquelle: Zensus 2011.)

Bei der Gründung am 1. Juli 1972 zählte der Landkreis Neuburg-Schrobenhausen 73.000 Einwohner. Bis 2011 ist die Bevölkerung um 26 Prozent auf 91.898 Einwohner (Stand: 31. Dezember 2011) gewachsen. In die Altersgruppe bis 30 Jahre fallen 33 Prozent der Einwohner, 49 Prozent sind zwischen 30 und 65 Jahre alt, 18 Prozent liegen darüber. Während viele ähnlich strukturierte Gebietskörperschaften in Bayern und Deutschland aufgrund des demographischen Wandels und Abwanderung in die urbanen Ballungsräume einen Bevölkerungsschwund beklagen, bleibt Neuburg-Schrobenhausen eine Wachstumsregion. In einer Prognose des Bayerischen Landesamtes für Statistik und Datenverwaltung wird bis 2031 mit einer Bevölkerungszunahme von 1,5 Prozent gerechnet.
Von 1988 bis 2008 gewann der Landkreis knapp 14.000 Einwohner hinzu bzw. wuchs um ca. 18 %. Zwischen 1988 und 2018 wuchs der Landkreis von 77.441 auf 96.680 um 19.239 Einwohner bzw. um 24,8 %.
Die Einwohnerzahlen ab 1840 beziehen sich auf den Gebietsstand vom 25. Mai 1987:
| Jahr          | 1840   | 1871   | 1900   | 1925   | 1939   | 1950   | 1961   | 1970   | 1987   | 1991   | 1995   | 2000   | 2005   | 2010   | 2015   | 2019   |
| Einwohnerzahl | 35.320 | 38.004 | 41.951 | 46.321 | 48.802 | 70.450 | 67.047 | 73.438 | 76.493 | 81.554 | 85.997 | 89.215 | 91.181 | 91.397 | 94.654 | 97.303 |

## Politik

### Kreistag
Das Ergebnis der Kreistagswahl am 15. März 2020 führte zu folgender Sitzverteilung (mit Vergleichszahlen der vorigen beiden Wahlen):
| Kreistagswahl 2020Wahlbeteiligung: 61,1 % (+1,4 %) %403020100 35,133,613,09,84,42,41,7 CSUFWGrüneSPDDUeFDPLinkeGewinne und Verlusteim Vergleich zu 2014 %p 8 6 4 2 0 −2 −4 −6−6,0+0,2+7,4−5,4+2,2−0,1+1,7CSUFWGrüneSPDDUFDPLinkeAnmerkungen:e Die Unabhängigen | Sitzverteilung im Kreistag Neuburg-Schrobenhausen seit 2020Insgesamt 60 Sitze - Linke: 1 - SPD: 6 - Grüne: 8 - DU: 3 - FDP: 1 - FW: 20 - CSU: 21 |

| Parteien und Wählergemeinschaften | Parteien und Wählergemeinschaften            | 2020   | 2020   | 2014   | 2014   | 2008   | 2008   | 2002   | 2002   | 1996   | 1996   |
| Parteien und Wählergemeinschaften | Parteien und Wählergemeinschaften            | %      | Sitze  | %      | Sitze  | %      | Sitze  | %      | Sitze  | %      | Sitze  |
| --------------------------------- | -------------------------------------------- | ------ | ------ | ------ | ------ | ------ | ------ | ------ | ------ | ------ | ------ |
| CSU                               | Christlich-Soziale Union in Bayern           | 35,1   | 21     | 41,1   | 25     | 43,6   | 27     | 51,8   | 32     | 44,4   | 28     |
| FW                                | Freie Wähler Bayern                          | 33,6   | 20     | 33,4   | 20     | 29,8   | 18     | 19,3   | 12     | 15,8   | 09     |
| Grüne                             | Grüne Bayern                                 | 13,0   | 08     | 5,6    | 03     | 4,4    | 02     | 4,4    | 02     | 5,3    | 03     |
| SPD                               | SPD Bayern                                   | 9,8    | 06     | 15,2   | 09     | 16,8   | 10     | 19,7   | 12     | 20,7   | 13     |
| DU                                | Die Unabhängigen                             | 4,4    | 03     | 2,2    | 01     | 1,7    | 01     | 2,6    | 01     | 5,8    | 03     |
| FDP                               | FDP Bayern                                   | 2,4    | 01     | 2,5    | 02     | 3,8    | 02     | 2,2    | 01     | 0–     | 0–     |
| Linke                             | Die Linke Bayern                             | 1,7    | 01     | 0–     | 0–     | 0–     | 0–     | 0–     | 0–     | 0–     | 0–     |
| DUFW                              | Die Unabhängigen Freien Wähler Neuburg/Donau | 0–     | 0–     | 0–     | 0–     | 0–     | 0–     | 0–     | 0–     | 5,8    | 03     |
| REP                               | Die Republikaner                             | 0–     | 0–     | 0–     | 0–     | 0–     | 0–     | 0–     | 0–     | 2,2    | 01     |
| gesamt                            | gesamt                                       | 100,0  | 60     | 100,0  | 60     | 100,1  | 60     | 100,0  | 60     | 100,0  | 60     |
| Wahlbeteiligung                   | Wahlbeteiligung                              | 61,1 % | 61,1 % | 59,7 % | 59,7 % | 64,1 % | 64,1 % | 67,7 % | 67,7 % | 73,0 % | 73,0 % |

### Landräte seit 1972
- Walter Asam (CSU): 1972–1984
- Richard Keßler (CSU): 1984–2008
- Roland Weigert (FW): 2008–2018[9]
- Peter von der Grün (FW): ab 5. Februar 2019

### Landkreispartnerschaften
- Saale-Orla-Kreis, Deutschland; seit 1990

Die Deutsche Wiedervereinigung war gerade mal neun Stunden alt, da unterzeichneten Landrat Walter Peter aus Pößneck und Landrat Richard Keßler im Sitzungssaal des Landratsamtes Pößneck den Partnerschaftsvertrag zwischen beiden Landkreisen. Am gleichen Tag fand parallel dazu im Landratsamt in Neuburg an der Donau eine Veranstaltung statt, an der viele Bürger des Landkreises die Wiedervereinigung und die Partnerschaft feierten. In der Folge wurden auf allen Ebenen – seien es Gemeinden, Vereine, Schulen, Parteien oder auch im Privaten – unzählige Kontakte geknüpft und die Partnerschaft mit Leben gefüllt. Als aus der Gebietsreform in Thüringen am 1. Juli 1994 aus den Kreisen Pößneck, Schleiz und Lobenstein der Saale-Orla-Kreis hervorging, wurde die Partnerschaft weitergeführt und durch einen neuen Vertrag besiegelt. Für die Landräte Peter Stephan und Richard Keßler war es selbstverständlich, die guten Beziehungen fortzusetzen und auszubauen. In den Jahren festigte sich die Partnerschaft. Traditionell ist der Landkreis Neuburg-Schrobenhausen Gast auf der Saale-Orla-Schau. Im Gegenzug stellt sich der Saale-Orla-Kreis auf der Schrobenhausener Ausstellung (SOBA) vor.

### Wappen
| Wappen des Landkreises Neuburg-Schrobenhausen | Blasonierung: „Das Wappen ist geteilt, oben gespalten von Gold und Schwarz, vorne ein rot gezungter und rot gekrönter schwarzer Bärenkopf, hinten ein rot bewehrter und rot gekrönter wachsender Löwe; unten in Silber zwei blaue Wellenleisten.“ |
| Wappen des Landkreises Neuburg-Schrobenhausen | Das Wappen wurde von Rudolf Scharl gestaltet und am 12. Juni 1974 durch die Regierung von Oberbayern genehmigt. |

## Wirtschaft und Infrastruktur
Der Landkreis zeichnet sich durch eine hohe Wirtschaftskraft aus. Die Zahl von 29.052 sozialversicherungspflichtigen Beschäftigten (am Arbeitsort) in allen 18 Kommunen des Kreises im Jahr 2012 war so hoch wie nie seit Gründung des Landkreises 1972. Im Fünf-Jahres-Vergleich hat sich die Zahl der Beschäftigten um 11,7 Prozent erhöht, während im gleichen Zeitraum in Bayern seit 2008 eine Zunahme von 6,8 Prozent erfolgte.
Die hohe Dynamik der Beschäftigungszunahme spiegelt sich auch in der positiven Entwicklung des Arbeitsmarktes wider. Mit einer Quote von 2,1 Prozent für das Jahr 2012 liegt diese deutlich unter dem bayerischen Landesdurchschnitt von 3,6 Prozent und noch deutlicher unter dem Bundesdurchschnitt. Im Oktober 2018 lag die Arbeitslosenquote im Landkreis Neuburg-Schrobenhausen bei 1,7 %.
Die Rahmendaten verweisen auf das hohe ökonomische Potenzial, das auch Studien bestätigen. So nimmt der Landkreis Neuburg-Schrobenhausen im Landkreis-Ranking 2011 des Wirtschaftsmagazins Focus Money im Vergleich mit über 400 deutschen Landkreisen und kreisfreien Städten Platz 10 ein. Im Zukunftsatlas 2016 belegte der Landkreis Platz 94 von 402 Landkreisen, Kommunalverbänden und kreisfreien Städten in Deutschland und zählt damit zu den Orten mit „Zukunftschancen“.
Die Wirtschaftskraft fußt im Wesentlichen auf dem robusten Branchen-Mix im Landkreis. Neuburg-Schrobenhausen ist Heimat einer Reihe von innovativen mittelständischen Industrieunternehmen, hinzu kommt ein starkes Fundament an Handwerksbetrieben. Zu den bekanntesten und größten Unternehmen im Landkreis gehören unter anderem die Bauer AG, die Sonax GmbH und die MBDA. Ein besonderer wirtschaftlicher Standortfaktor ist auch die zentrale Lage des Landkreises im Städte-Dreieck München-Augsburg-Ingolstadt, die eine erstklassige Anbindung an die Ballungszentren bietet.
Der Landkreis ist Mitglied der Initiative Regionalmanagement Region Ingolstadt e. V. (IRMA) sowie der Europäischen Metropolregion München e. V. (EMM).

### Verkehr
Der Landkreis profitiert von einem gut ausgebauten Infrastrukturnetz, das zwei Bundesstraßen und zwei Bahnlinien umfasst.

#### Straßenverkehr
Die B300 führt nahe an Schrobenhausen vorbei und verbindet das Mittelzentrum mit der A9 (Anschlussstelle Langenbruck) und der A8 (Anschlussstelle Dasing). Neuburg liegt an der B16, die die Anbindung der Kreisstadt an die A9 (Anschlussstelle Manching) sicherstellt.

#### Schienenverkehr
Die Bayerische Staatsbahn eröffnete von Ingolstadt aus 1874 die Donautalbahn über Neuburg flussaufwärts nach Donauwörth und im folgenden Jahr über Schrobenhausen die Paartalbahn nach Augsburg. Heute wird die Strecke von Ulm über Neuburg an der Donau und Ingolstadt bis nach Regensburg im Stundentakt vom Anbieter Agilis befahren. Bahnhöfe und Haltepunkte im Landkreis sind Burgheim, Straß-Moos, Unterhausen, Neuburg, Rohrenfeld und Weichering. Schrobenhausen ist über die Paartalbahn im Süden an Augsburg und im Nordosten an Ingolstadt angeschlossen; seit 5. Oktober 2020 ist außerdem der Haltepunkt Brunnen eingerichtet. Auch dort bedient die Fahrgäste inzwischen ein privater Anbieter, die Bayerische Regiobahn.
Die Stichbahn Dollnstein–Rennertshofen führte seit 1916 aus dem Altmühltal durch den Jura nach Rennertshofen. Hier wurde der Personenverkehr 1960 eingestellt, aber zeitweise bis 1993 noch eine Museumsbahn betrieben. Inzwischen ist die Bahnlinie abgebaut. Die frühere Trasse wird teilweise für Radwanderwege genutzt.

## Gemeinden
(Einwohner am 31. Dezember 2024)
| Städte 1. Neuburg an der Donau, Große Kreisstadt (30.135) 2. Schrobenhausen (17.815) Märkte 1. Burgheim (4678) 2. Rennertshofen (4840) Verwaltungsgemeinschaften 1. Verwaltungsgemeinschaft Neuburg an der Donau (mit Sitz in Neuburg an der Donau; Mitgliedsgemeinden: Bergheim und Rohrenfels) 2. Schrobenhausen (mit Sitz in Schrobenhausen; Mitgliedsgemeinden: Berg im Gau, Brunnen, Gachenbach, Langenmosen und Waidhofen) Keine gemeindefreien Gebiete | Weitere Gemeinden 1. Aresing (3059) 2. Berg im Gau (1373) 3. Bergheim (1995) 4. Brunnen (1818) 5. Ehekirchen (3674) 6. Gachenbach (2627) 7. Karlshuld (5997) 8. Karlskron (5150) 9. Königsmoos (4938) 10. Langenmosen (1676) 11. Oberhausen (3231) 12. Rohrenfels (1646) 13. Waidhofen (2294) 14. Weichering (2418) |  |

## Schutzgebiete
Im Landkreis gibt es sechs Naturschutzgebiete, 15 Landschaftsschutzgebiete, neun FFH-Gebiete und mindestens 29 vom Bayerischen Landesamt für Umwelt ausgewiesene Geotope (Stand April 2016).
Siehe auch:
- Liste der Naturschutzgebiete im Landkreis Neuburg-Schrobenhausen
- Liste der Landschaftsschutzgebiete im Landkreis Neuburg-Schrobenhausen
- Liste der FFH-Gebiete im Landkreis Neuburg-Schrobenhausen
- Liste der Geotope im Landkreis Neuburg-Schrobenhausen

## Kfz-Kennzeichen
Am 5. August 1974 wurde dem Landkreis das seit dem 1. Juli 1956 für den Landkreis Neuburg an der Donau gültige Kfz-Kennzeichen ND zugewiesen. Es wird durchgängig bis heute ausgegeben.
Bis in die 1990er Jahre erhielten Fahrzeuge aus dem Altlandkreis Schrobenhausen Kennzeichen mit den Buchstaben R bis Z und den Zahlen von 1 bis 99, mit den Buchstabenpaaren VA bis ZZ und den Zahlen von 1 bis 99 sowie mit den Buchstabenpaaren DA bis DZ und den Zahlen von 100 bis 999.
Seit dem 10. Juli 2013 ist auch das Kfz-Kennzeichen SOB aufgrund der Kennzeichenliberalisierung wieder erhältlich.